# Несладкая жизнь
«Несладкая жизнь» — драма режиссёра Беатрис Флорес Сильвы, вышедший в 2001 году.

## Сюжет
Элиза живёт в Монтевидео, воспитывает двоих детей. Из-за недопонимания с матерью, вынуждена уйти из дома. Её мечта – салон-парикмахерская в престижном районе уругвайской столицы, на которую она собирает деньги. Её любовник Гарсиа, владелец кафе, в котором Элиза моет посуду, находит ей временное пристанище, но уходить от своей супруги не собирается, что становится причиной их окончательного разрыва. Без денег и без крыши над головой Элиза, с помощью лучшей подруги Лулу, устраивается в бордель донны Жакелины. Там она заводит отношения с сутенёром Пласидо, которого уговаривает взять с собой в Барселону.
Элиза и Лулу по поддельным паспортам с Пласидо прилетают в Барселону. Здесь для уругвайских девушек начинается новая жизнь на барселонской панели со всеми её «прелестями». Элиза скучает по детям, оставшимися в Уругвае. А после убийства Лулу и вовсе принимает решение о возвращении на родину. С помощью барселоновского полицейского она даёт показания против сутенёра Пласидо и его сообщников.
Элиза возвращается в Уругвай. Она снова со своими детьми в центре Монтевидео возле помещения, в котором планирует открыть парикмахерский салон.

## Актёрский состав
- Мариана Сантанхело — Элиза
- Фрэнсис Чейни — Пласидо «Эль Кара»
- Джосеп Линуэса — Марсело
- Андреа Фантони — Лулу
- Родриго Сперанса — Маркос
- Аугусто Абреу — Николас
- Ферми Эрреро
- Августо Маццарелли — Гарсиа
- Грациела Гелос — Тереза

## Съёмочная группа
- Автор сценария: Беатрис Флорес Сильва
- Режиссёр: Беатрис Флорес Сильва
- Оператор: Франциско Гозон
- Композитор: Карлос Да Силвейра
- Продюсеры:
  - Беатрис Флорес Сильва
  - Стефан Шмитц

## Награды и номинации
- 2002 — Кинофестиваль в Боготе (Bogota Film Festival)
  - лауреат Golden Precolumbian Circle «за лучшую режиссуру» (Беатрис Флорес Сильва)
  - номинация «за лучший фильм»
- 2002 — Festróia - Tróia International Film Festival
  - номинация Golden Dolphin «за лучший фильм» (Беатрис Флорес Сильва)
- 2002 — Havana Film Festival
  - лауреат Radio Havana Award (Беатрис Флорес Сильва)
- 2002 — Huelva Latin American Film Festival
  - лауреат Golden Colon (Беатрис Флорес Сильва)
- 2002 — Фестиваль латиноамериканских фильмов Lleida (Lleida Latin-American Film Festival)
  - лауреат Приза зрительских симпатий (Беатрис Флорес Сильва)
  - лауреат «за лучшую женскую роль» (Андреа Фантони)
  - лауреат «за лучший фильм»
- 2002 — Miami Latin Film Festival
  - лауреат Special Mention (Беатрис Флорес Сильва)
  - номинация Golden Egret «за лучший фильм»
- 2002 — Political Film Society, USA
  - номинация PFS Award в категории Exposé, Human Rights
- 2002 — Viña del Mar Film Festival
  - номинация Grand Paoa (Беатрис Флорес Сильва)

## Интересные факты
- Героиня фильма приезжает работать в Барселону. В кадрах — городские пейзажи, Монумент Колумбу